# Otto Forster
Otto Forster (Munique, 8 de julho de 1937) é um matemático alemão.
Foi palestrante convidado do Congresso Internacional de Matemáticos em Nice (1970 - Topologische Methoden in der Theorie steinscher Räume).

## Obras
- Analysis 1. Differential- und Integralrechnung einer Veränderlichen. 9. Edição. Vieweg, 2008, ISBN 978-3-8348-0395-5.
- Analysis 2. Differentialrechnung im Rn. Gewöhnliche Differentialgleichungen. 7. Edição. Vieweg, 2006, ISBN 3-528-47231-6.
- Analysis 3. Integralrechnung im Rn mit Anwendungen. 4. Edição. Vieweg, 2007, ISBN 3-528-27252-X.
- Algorithmische Zahlentheorie, Vieweg, 1996, ISBN 3-528-06580-X.
- 'Riemannsche Flächen. Springer, 1977; englisch Lectures on Riemann surfaces. Graduate Texts in Mathematics. Springer, 1991, ISBN 3540906177.